# Vendula Burger
Vendula Burger (vystupující pod jmény Vendula/Vendulka Burger/Prager Rytíř(ová)/Budil(ová), * 30. května 1972 Praha) je česká herečka, tanečnice, loutkářka, choreografka a divadelní pedagožka.

## Životopis

### Rodina
Po své matce Evelyně Steimarové pochází ze slavného hereckého a divadelnického rodu Budilů a Steimarů, jejím otcem byl známý písňový textař a muzikant Zdeněk Rytíř. Má společnou matku s herečkou Annou Polívkovou, která je o 7 let mladší.

### Umělecká kariéra
V letech 1993–95 absolvovala Mezinárodní divadelní školu Jacquesa Lecoqa (L'École Internationale de Théâtre Jacques Lecoq) v Paříži, ještě za mistrova života. Po absolutoriu získala angažmá jako herečka a tanečnice v divadelním souboru Philippa Gentyho (Compagnie Philippe Genty). S různými divadelními společnostmi posléze vystupovala v mnoha zemích světa (například v Chile, v Americe, v Austrálii, v Kambodži, Jižní Africe nebo Jižní Koreji). Pracovala také na Novém Zélandu na Vysoké dramatické škole Toi Whakari a tvořila po boku tamních režisérů a režisérky londýnského divadla Globe. 
Po tříletém mezinárodním turné s Philippem Gentym se vrátila do České republiky, kde spolu s Kamilou Polívkovou (nevlastní sestra její nevlastní sestry) zorganizovala divadelní laboratoř (1999). V letech 2003–2004 působila jako pedagog na katedře nonverbálního divadla pražské HAMU a připravovala cirkusový kabaret „Perpetum Magico“. Podílela se na dramaturgii Studia Rubín a je autorkou myšlenky festivalu „Letní Letná“ – setkání nového cirkusu, vizuálního umění, divadla a tance. Rok 2006 strávila na mateřské dovolené. 
Mezi lety 2009–2018 se jako herečka objevila v menších rolích tří českých seriálů.

### Pedagogická činnost
Po studiu se od roku 1995 vedle umělecké práce intenzivně věnuje pedagogice metody Jacques Lecoq, kterou vyučovala po celém světě. Mezi lety 1995–2005 doporučila mnoho talentovaných herců (mezi nimi např. svou nevlastní sestru Annu Polívkovou) ke studiu na Mezinárodní divadelní škole Jacques Lecoq v Paříži. V roce 2007 pak založila vlastní Budilovu divadelní školu v Praze, která jako jediná v ČR vyučuje uvedenou metodu Jacquesa Lecoqa, akcentující hru, využití fyzických možností a dramatickou tvorbu.